# Río Abadia
El río Abadia es un río portugués que nace en Batalha, pasa por Alpedriz y Valado dos Frades y desemboca en el río Alcobaça. 